# Cantons dels Deux-Sèvres
Els Cantons de Deux-Sèvres (Nova Aquitània) són 33 i s'agrupen en tres districtes:
- Districte de Bressuire (7 cantons - sotsprefectura: Bressuire) :
cantó d'Argenton-les-Vallées - cantó de Bressuire - cantó de Cerizay - cantó de Mauléon - cantó de Saint-Varent - cantó de Thouars-1 - cantó de Thouars-2

- Districte de Niort (18 cantons - prefectura: Niort) :
cantó de Beauvoir-sur-Niort - cantó de Brioux-sur-Boutonne - cantó de Celles-sur-Belle - cantó de Champdeniers-Saint-Denis - cantó de Chef-Boutonne - cantó de Coulonges-sur-l'Autize - cantó de Frontenay-Rohan-Rohan - cantó de Lezay - cantó de Mauzé-sur-le-Mignon - cantó de Melle - cantó de La Mothe-Saint-Héray - cantó de Niort-Est - cantó de Niort-Nord - cantó de Niort-Oest - cantó de Prahecq - cantó de Saint-Maixent-l'École-1 - cantó de Saint-Maixent-l'École-2 - cantó de Sauzé-Vaussais

- Districte de Parthenay (8 cantons - sotsprefectura: Parthenay) :
cantó d'Airvault - cantó de Mazières-en-Gâtine - cantó de Ménigoute - cantó de Moncoutant - cantó de Parthenay - cantó de Saint-Loup-Lamairé - cantó de Secondigny - cantó de Thénezay